# ایزابل فورمن
ایزابل فورمن (انگلیسی: Isabelle Fuhrman؛ زادهٔ ۲۵ فوریهٔ ۱۹۹۷) یک هنرپیشه، و بازیگر سینما اهل ایالات متحده آمریکا است. وی از سال ۲۰۰۴ میلادی تاکنون مشغول فعالیت بوده‌است. عمده شهرت او برای فیلم یتیم ساخته سال ۲۰۰۹ (میلادی) به تهیه کنندگی لئوناردو دی کاپریو است. فورمن در پایتخت ایالات متحده آمریکا یعنی شهر واشینگتن، دی.سی. در سال ۱۹۹۷ متولد شد و اکنون نقش های کوتاه و بلندی را عمدتاً در سینمایی‌ های فانتزی و نوجوانانه ایفا می کند.

## فیلم‌شناسی

### فیلم
| سال  | عنوان                      | نقش                  | یادداشت‌ها         |
| ---- | -------------------------- | -------------------- | ----------------- |
| ۲۰۰۷ | سگ هاوند                   | گوندولین (گرس‌هاپر)   |                   |
| ۲۰۰۹ | یتیم                       | استر                 |                   |
| ۲۰۱۰ | ماجراهای سامی: گذرگاه مخفی | هچلینگ شلی (صدا)     |                   |
| ۲۰۱۱ | بلوار نجات                 | آنجی                 |                   |
| ۲۰۱۱ | بر فراز تپه شقایق          | سورا ماتسوزاکی (صدا) | دوبله انگلیسی     |
| ۲۰۱۲ | بازی‌های گرسنگی             | کلو                  |                   |
| ۲۰۱۳ | اجازه نده بروم             | میشل                 |                   |
| ۲۰۱۳ | پس از زمین                 | راینا                | ذکرنشده در تیتراژ |
| ۲۰۱۴ | همه بیابان                 | وَل                   |                   |
| ۲۰۱۴ | ملکه برفی ۲                | آلفیدا (صدا)         | نسخه انگلیسی      |
| ۲۰۱۶ | سلول                       | آلیس ماکسول          |                   |
| ۲۰۱۶ | النور عزیز                 | مَکس دِ وَکس            |                   |
| ۲۰۱۶ | شب ۱                       | بئا                  |                   |
| ۲۰۱۶ | اینک                       | اینک                 | فیلم کوتاه        |
| ۲۰۱۸ | هل‌بنت                      | دنی فراست            |                   |
| ۲۰۱۸ | انتهای دالانی تاریک        | ایزی                 |                   |
| ۲۰۱۸ | دختر دلتا                  | مگنولیا              | فیلم کوتاه        |
| ۲۰۱۸ | دختران خوب نشئه می‌کنند     | مورگان               |                   |
| ۲۰۱۸ | سرزمین دیگر                | رُز                   | فیلم کوتاه        |
| ۲۰۱۸ | ترکس                       | مارتا                | فیلم کوتاه        |
| ۲۰۲۰ | نوار                       | پرل                  |                   |
| ۲۰۲۱ | تازه‌کار                    | الکس دال             |                   |
| ۲۰۲۱ | آخرین چیزی که مری دید      | النور                |                   |
| ۲۰۲۱ | اتاق فرار ۲                | کلر                  |                   |
| ۲۰۲۲ | یتیم: اولین قتل            | استر / لینا کلامر    |                   |
| ن/م  | Sheroes                    | عزرا                 | پس‌تولید           |
| ن/م  | واحد ۲۳۴                   | لوری سالتر           | پس‌تولید           |

### تلویزیون
| سال        | عنوان           | نقش          | یادداشت‌ها                                       |
| ---------- | --------------- | ------------ | ----------------------------------------------- |
| ۲۰۰۶       | عدالت           | گریس اونیل   | قسمت: «پایلوت»                                  |
| ۲۰۰۸       | نجواگر ارواح    | گرچن دنیس    | قسمت: «Pieces of You»                           |
| ۲۰۰۹       | کودکان ذرت      | صداهای اضافی | فیلم تلویزیونی                                  |
| ۲۰۱۰       | Pleading Guilty | کری          | فیلم تلویزیونی                                  |
| ۲۰۱۱       | تمام حقیقت      | غزل بیرن     | قسمت: «Perfect Witness»                         |
| ۲۰۱۳, ۲۰۲۰ | وقت ماجراجویی   | شوکو         | قسمت: «The Vault» و «سرزمین‌های دوردست»؛ صداپیشه |
| ۲۰۱۵       | کارشناسان سکس   | تسا جانسون   | نقش تکرارشونده، ۸ قسمت                          |

### بازی‌های ویدیوئی
| سال  | عنوان                    | نقش             | یادداشت‌ها     |
| ---- | ------------------------ | --------------- | ------------- |
| ۲۰۰۷ | پرنسس دیزنی: سفر طلسم‌شده | قهرمان          |               |
| ۲۰۱۲ | هیتمن: آمرزش             | ویکتوریا        |               |
| ۲۰۱۶ | بزار بمیره               | ماشروم مجیستریت |               |
| ۲۰۱۶ | تمدن ۶                   | نقل‌قول          | نقل‌قول فناوری |